# No. 40 Squadron RAF
Le No. 40 Squadron de la Royal Air Force est un squadron formé en 1916 à Gosport sous le nom de No. 40 Squadron RFC et dissous pour la dernière fois en 1957. L'escadron comprenait de nombreux membres non britanniques, notamment des volontaires de la Royal Australian Air Force et de la Royal Canadian Air Force.

## Histoire

### Première Guerre Mondiale
Le 40e Escadron du Royal Flying Corps est formé le 26 février 1916 à Gosport et équipé d'un panel d'avion d'entraînement. En juillet de la même année, il reçoit sa dotation opérationnelle prévue, le Royal Aircraft Factory F.E.8, un chasseur monoplace à hélice propulsive. Il s'agit alors du premier escadron doté de cet appareil,. L'escadron est affecté en France en août de la même année, mais, bien que le F.E.8 ait de bonnes caractéristiques de maniabilité, il se révèle vite obsolète,. Le 9 mars 1917, une patrouille de neuf F.E.8 de l'escadron est attaquée par une formation de chasseurs allemands de la Jasta 11, dirigée par Manfred von Richthofen : ils furent tous abattus ou contraints à atterrir en urgence, tandis qu'un seul appareil allemand, celui de von Richthofen, est endommagé et qu'un deuxième pilote allemand a été légèrement blessé. Plus tard dans le mois, l'escadron est rééquipé avec des Nieuport 17 plus performants. Malgré l'obsolescence du F.E.8, l'escadron remporte quelques succès sur ce type d'appareil, avec 16 avions allemands abattus. Edwin Benbow (en) devient le premier as de l'escadron, avec huit victoires confirmées aux commandes de son F.E.8.
Les meilleures performances du Nieuport permettent au 40e Escadron d'être plus efficace, en effectuant des patrouilles offensives, notamment des attaques sur les ballons d'observation allemands. À partir d'avril 1917, au sein de la 10e escadre du RFC, il vole en soutien de l'offensive britannique lors de la bataille d'Arras, détruisant quatre ballons (et en endommageant quatre autres) lors d'une attaque à basse altitude le 2 mai, et sept autres le 7 mai.
L'escadron participe également à la Bataille de Passchendaele. En octobre 1917, l'escadron est rééquipé avec des Royal Aircraft Factory S.E.5, qu'il va utiliser pendant le reste de la guerre. L'offensive allemande du printemps 1918 voit l'escadron fortement déployé dans des missions d'attaque au sol contre les forces allemandes en progression. L'escadron est intégré à la nouvelle Royal Air Force le 1er avril 1918 et reste actif pendant le reste de l'année, soutenant l'offensive des Cent-jours.
À la fin de la guerre, l'escadron avait revendiqué 130 avions ennemis et 30 ballons détruits, ainsi que 144 avions et 10 ballons endommagés. Edward Mannock a remporté 16 de ses 61 victoires au sein du 40e escadron, dont 15 aux commandes d'un Nieuport 17 C.1. L'as de l'unité ayant obtenu le meilleur score pendant la Première Guerre mondiale est le pilote d'origine irlandaise George McElroy, ayant remporté 30 de ses 47 victoires aériennes avec l'unité aux commandes d'un S.E.5 monoplace. L'escadron est dissous à la fin de la guerre, le 4 juin 1919.
Parmi les pilotes fameux passés par le No. 40 Squadron pendant la Première Guerre Mondiale, on peut noter,:
- Roderic Dallas
- Albert Earl Godfrey (en)
- Arthur Keen (en)
- Reed G. Landis (en)
- Ian Napier (en)
- William Leeming Harrison (en)
- Gwilym Hugh Lewis
- Indra Lal Roy
- John Henry Tudhope (en)
- Edwin Benbow (en)
- Herbert Ellis (en)
- William Bond (en)
- Gerard Crole (en)
- Robert Hall
- John Wallwork (en)
- William MacLanachan (pl)
- Arthur Thomas Drinkwater (en).

### Reformation
Le 40e escadron se reforme à RAF Upper Heyford (en) le 1er avril 1931, en tant qu'escadron de bombardiers de jour équipés de Fairey Gordons (le 40e escadron est le premier à être équipé de ce type d'appareil). Il est transféré à RAF Abingdon (en) en octobre 1932 et est rééquipé avec des Hawker Hart en novembre 1935. Le 7 janvier 1936, une des escadrilles est détachée pour former la base du No. 104 Squadron RAF (en), qui devient totalement indépendant du 40e escadron le 1er juillet de la même année. En mars 1936, l'escadron est rééquipé une nouvelle fois avec des Hawker Hind, une version améliorée du Hart.
Le 1er mai 1936, No. 1 Group RAF est formé: il se compose de dix escadrons de bombardiers, dont le 40e escadron, et le 14 juillet 1936, le No. 1 Group RAF est intégré au RAF Bomber Command nouvellement créé. À partir de juillet 1938, l'escadron remplace ses biplans Hind par des monoplans Fairey Battle. Après les accords de Munich en 1938, la perspective d'une guerre avec l'Allemagne nazie devenant plus probable, il est prévu de déployer en France les escadrons équipés de Battle du 1er groupe au sein de la RAF Advanced Air Striking Force. Il s'agissait de préparer le bombardement des cibles industrielles allemandes dans la Ruhr, et les appareils n'étaient pas destinés à opérer en soutien direct des armées britannique ou française.

### Seconde Guerre mondiale
L'escadron est déployé à Bétheniville, en France, le 2 septembre 1939, la veille de la déclaration de guerre britannique contre l'Allemagne. Le Fairey Battle étant déjà obsolète (deux ans après sa mise en service), les escadrons de l'Advanced Air Striking Force furent principalement employés à des tâches d'entraînement. En décembre 1939, le 40e escadron est retiré de France pour être rééquipé de bombardiers légers bimoteurs Bristol Blenheim Mk IV, et est intégré à cette occasion au No. 2 Group RAF le 3 décembre et basé à RAF Wyton (en). L'escadron est non opérationnel pendant de nombreuses semaines après avoir reçu des Blenheim, et en février 1940, plusieurs de ces derniers sont retirés et transférés en Finlande pendant la Guerre d'hiver.
Le 10 mai 1940, lorsque l'Allemagne envahit la France et les Pays-Bas, deux des Blenheim de l'escadron (dont l'un est abattu au cours de la mission) effectuent une mission de reconnaissance au-dessus de La Haye dans la matinée, ce qui entraîne une série d'attaques par les escadrons du No. 2 Group RAF contre les aérodromes des Pays-Bas utilisés pour débarquer les troupes aéroportées allemandes. Le 40e escadron effectue son baptême du feu en bombardant l'aéroport d'Ypenburg (en),. A la fin du mois de mai, le 40e escadron, ainsi que le reste du 2e groupe, est employé dans des attaques contre les forces allemandes qui encerclent le corps expéditionnaire britannique à Dunkerque. Les opérations comprenaient des attaques contre les transports motorisés ennemis, les ponts et des tentatives de blocage des routes en bombardant les maisons situées sur les côtés des routes. Après la capitalution de la France, les attaques de l'escadron se concentrent sur les barges qui attendent dans les ports de la Manche le déclenchement de l'invasion allemande de la Grande-Bretagne (opération Seelöwe).
L'escadrille 'B' de l'escadron déménage à RAF Alconbury le 8 octobre 1940, et le 1er novembre 1940, l'escadron entier, ainsi que le No. 15 Squadron RAF, est transférée au No. 3 Group RAF (en), en remplacement du No. 37 Squadron RAF (en) et du No. 38 Squadron RAF (en), qui sont transférés au Moyen-Orient. Le 40e escadron est une nouvelle fois rééquipé, avec des Vickers Wellingtons pour s'adapter à son nouveau rôle de bombardement de nuit contre des cibles industrielles allemandes,. L'escadron effectue ses premières opérations de ce type dans la nuit du 21 au 22 décembre 1940, lorsque trois appareils attaquent les docks d'Anvers. Le 1er février 1941, le reste du 40e escadron rejoint l'escadrille 'B' à Alconbury.
En octobre 1941, la majeure partie de l'escadron est détachée pour opérer depuis Malte, et seules quelques unités restent à Alconbury. Le détachement basé à Malte est employé dans des attaques contre des aérodromes italiens, et les ports de Sicile et Tripolitaine pour perturber le ravitaillement de l'Afrique du Nord, ainsi que des raids dits "de nuisance". Menés par un seul avion, qui passait des heures au-dessus de la cible, ces raids de nuisance avaient pour but de forcer les canons anti-aériens ennemis à tirer continuellement pendant la nuit, pour priver de sommeil les travailleurs de la ville-cible et ainsi porter atteinte au moral des populations. Pendant ce temps, la portion de l'escadron restée en Grande-Bretagne était progressivement reconstruite, bien que cela ait été perturbé par le détachement d'équipages néo-zélandais et canadiens au 75 et 419e escadron.  Le 14 février 1942, la partie de l'escadron basée à Alconbury est renommée No. 156 Squadron RAF (en), tandis que le détachement basé en Méditerranée, qui conserve le numéro du 40e Escadron, est transféré en Égypte, où il passe plusieurs mois au repos, le temps de reconstituer l'effectif complet de l'escadron après ses pertes lorsqu'il était basé à Malte.
Au cours de la deuxième bataille d'El Alamein, la force de bombardement britannique, dont le No. 40 Squadron, attaque en priorité le port clé de Tobrouk, tout en s'attaquant aux aérodromes ennemis et aux concentrations de troupes et de véhicules sur le champ de bataille d'El Alamein. Après la victoire des Alliés dans la bataille, l'escadron est déplacé vers l'ouest pour participer aux attaques sur les lignes d'approvisionnement des forces allemandes et italiennes en retraite. De novembre 1942 à janvier 1943, les appareils de l'escadron sont redéployés à Malte, avec pour rôle de perturber les voies d'approvisionnement de l'Axe vers l'Afrique du Nord lors de l'invasion anglo-américaine de l'Afrique du Nord-Ouest,. Fin février 1943, l'escadron est basé à Gardabia en Tunisie. Il remplace à cette occasion ses appareils Wellington Mk Ic usés par des Wellington Mk III plus récents et plus performants.
Le 18 février, le 40e escadron, comme la majeure partie de la force de bombardement de nuit de la RAF et des Américains en Méditerranée rejoignent la Northwest African Strategic Air Force (en) nouvellement créée. Bien que désignée comme une force stratégique, la grande distance entre les objectifs stratégiques et les aérodromes d'Afrique du Nord signifiait qu'elle était d'abord principalement employée à des opérations tactiques, de plus petite échelle. L'escadron mène alors des opérations contre des cibles en Sicile pendant l'invasion alliée de cette île en juillet-août 1943. L'escadron se déplace vers le sud de l'Italie en décembre 1943, ce qui le rapproche de ses cibles prévues en Italie du Nord et dans les Balkans, opérant depuis la base aérienne du Foggia Airfield Complex (en) pour le reste de la guerre en Europe. L'escadron se rééquipe en Consolidated Liberators en mars 1945, et effectue sa dernière mission de la guerre dans la nuit du 25 au 26 avril 1945, contre des gares de triage au nord-ouest de Salzbourg, en Autriche.

### Après guerre et dissolution définitive
L'escadron retourne en Égypte en octobre 1945, et est équipé avec des Avro Lancasters en janvier 1946, avant d'être dissout le 1er avril 1947.
En 1947, la RAF fractionne ses escadrons d'avions de transport de troupe Avro York en une série de petites unités, dont l'une reprend le nom du No. 40 Squadron et la base d'Abingdon,. À partir de juin 1948, l'Union soviétique bloque les voies de communication vers Berlin, et en réponse, les Alliés occidentaux lancent un pont aérien pour réapprovisionner la ville. Les York du 40e escadron sont alors déployés sur la base aérienne de Wunstorf  en Allemagne de l'Ouest, pour participer au pont aérien (en transportant de la farine et du charbon, notamment. Les Soviétiques lèvent le blocus en mai 1949, le 40e escadron est retiré du pont aérien en juillet 1949, opérant depuis RAF Bassingbourn (en) à partir de son retour en Grande-Bretagne et jusqu'à sa dissolution le 15 mars 1950.
Le 28 octobre 1953, l'escadron est réorganisé pour devenir une unité de bombardiers légers équipés d'English Electric Canberra. En 1954, le 40ème escadron est transféré sur la base de Wittering en février 1954. L'escadron déménage à RAF Upwood (en) en novembre 1956, mais le 15 décembre de la même année, l'escadron est absorbé par le No. 50 Squadron RAF (en). L'unité résultante étant désignée 50/40 Squadron le 1er février 1957, le 40e escadron disparaît à cette date.